# Франсуа Міттеран
Франсуа́ Міттера́н (фр. François Maurice Adrien Marie Mitterrand фр.: [fʁɑ̃swa mɔʁis adʁijɛ̃ maʁi mit(ɛ)ʁɑ̃, - moʁ-] ( прослухати); 26 жовтня 1916, Жарнак, Шаранта, Французька республіка — 8 січня 1996, Париж, Франція) — французький політичний діяч, один із лідерів соціалістичного руху, президент Франції з 1981 по 1995 р. Його чотирнадцятирічне президентство (два терміни по 7 років) — найтриваліше в історії Франції. На початку кожного свого президентського терміну Міттеран розпускав парламент і оголошував дострокові вибори, щоб у перших 5 років президентського терміну мати більшість у парламенті, і обидва рази після цього його партія програвала наступні вибори, через що в останні два роки обох термінів Міттеран вимушений був миритися з консервативними прем'єр-міністрами.
Був найстаршим президентом Франції в XX столітті (йому було 78 років і 7 місяців, коли він покинув пост президента) і прожив менше всіх президентів після відходу з посади (всього 236 днів).

## Біографія
Народився 26 жовтня 1916 в містечку Жарнак (департамент Шаранта). Його батько спочатку був агентом залізничної компанії, а потім займався виробництвом оцту. У Франсуа були 3 брати і 4 сестри.
У молодості дотримувався консервативних поглядів і був ревним католиком. Навчався у ліцеї Жансон де Саї в Парижі, закінчив факультет історії та географії Паризького університету в Нантері. Закінчив Інститут політичних досліджень у Парижі.
Воював під час Другої світової війни, у 1940 році був поранений, потрапив в полон. Зробив дві спроби втечі, друга — у 1941 р. — закінчилася вдало. Брав участь у французькому Опорі. Паралельно входив до адміністрації режиму Віші, займаючись долею військовополонених і навіть отримав «франциску» — урядову нагороду Віші.
Після війни незабаром повернувся до політики. Він був обраний у 1946 році депутатом департаменту Н'єрв і в 1947 році увійшов до центристської групи «Демократичний соціалістичний союз Опору». Надалі під час четвертої республіки він обіймав різні посади, зокрема міністра — всього 11 різних посад.
Програв у другому турі президентських виборів 1965 і 1974, поступившись відповідно де Голлю і Жискар д'Естену. Очолював Соціалістичну партію з 1971 по 1981. Виграв у другому турі президентські вибори 1981 і 1988, обійшовши відповідно Валері Жискар д'Естена і Жака Рене Ширака.
Міттеран помер 8 січня 1996 від раку простати. Під час президентства він приховував свою хворобу.

## Президентство
На засідання Соціалістичної партії 24 січня 1981 року був висунутий кандидатом в президенти з програмою зі 110 пунктів. У першому турі Міттеран зайняв перше місце з результатом 25,86 %. У другому турі набрав 51,75 %. Йдучи до влади, Міттеран пропонував свій варіант поведінки Франції на світовій арені, однак, ставши президентом він взяв за основу в формуванні зовнішньополітичного курсу основні положення своїх попередників. Але нововведення теж були.

### Зовнішня політика

#### Відносини з ЄС та НАТО
У зовнішньополітичній доктрині Ф. Міттерана знайшли підтвердження принципи голлістської зовнішньої політики, насамперед захисту «національної незалежності». Незмінними залишилися установки на відмову від реінтеграції країни в НАТО, на самостійність Франції в питаннях військової, особливо ядерної політики. З іншого боку, соціалісти висунули тезу про сумісність, взаємодоповнюваності принципу національної незалежності й установки на рішучу солідарність Франції з НАТО.
Таким чином, до початку 1980-х рр. у французькій зовнішній політиці чітко спостерігалася тенденція до ослаблення конфронтації між атлантизмом і європеїзмом. Атлантизм став розглядатися як солідарність між США і Західною Європою, яка не включала самостійності Західної Європи. Європеїзм же, навпаки, — як самостійність Західної Європи, яка водночас не виключала і солідарності з США.
Пріоритетом першого року семирічки стала східна політика. Президент розпочав поїздку по країнах Східної Європи, за винятком Румунії (режим Н. Чаушеску). Після відвідин СРСР у листопаді 1988 року у грудні він відвідав ЧССР, де зустрівся в посольстві Франції з дисидентом В. Гавелом, потім Болгарію і в червні 1989 р. — Польщі. Співпраця з країнами соціалістичного табору хоча і не була позбавлена успіху, викликала певні побоювання, продиктовані відсутністю франко-німецької згоди в підходах до загальної «східної політики».

#### Відносини зі США
Відносини між Францією та США здебільшого визначилися умовами нової хвилі «холодної війни». Тривога Вашингтона з приводу комуністів в уряді Франції зникла досить швидко. Тим більше, що французький президент на початку своєї кар'єри відразу ж заявив про вірність Атлантичному альянсу як найважливішому принципу своєї зовнішньої політики. Зіткнувшись з новою радянською загрозою, французький президент і американська адміністрація Рейгана знайшла один в одному союзників. Стратегічну солідарність США і Франції в період президентства Р. Рейгана і Ф. Міттерана можна порівняти з аналогічною солідарністю в період кубинської кризи. Американський напрям вийшов на перший план у зовнішньополітичній діяльності Франції.

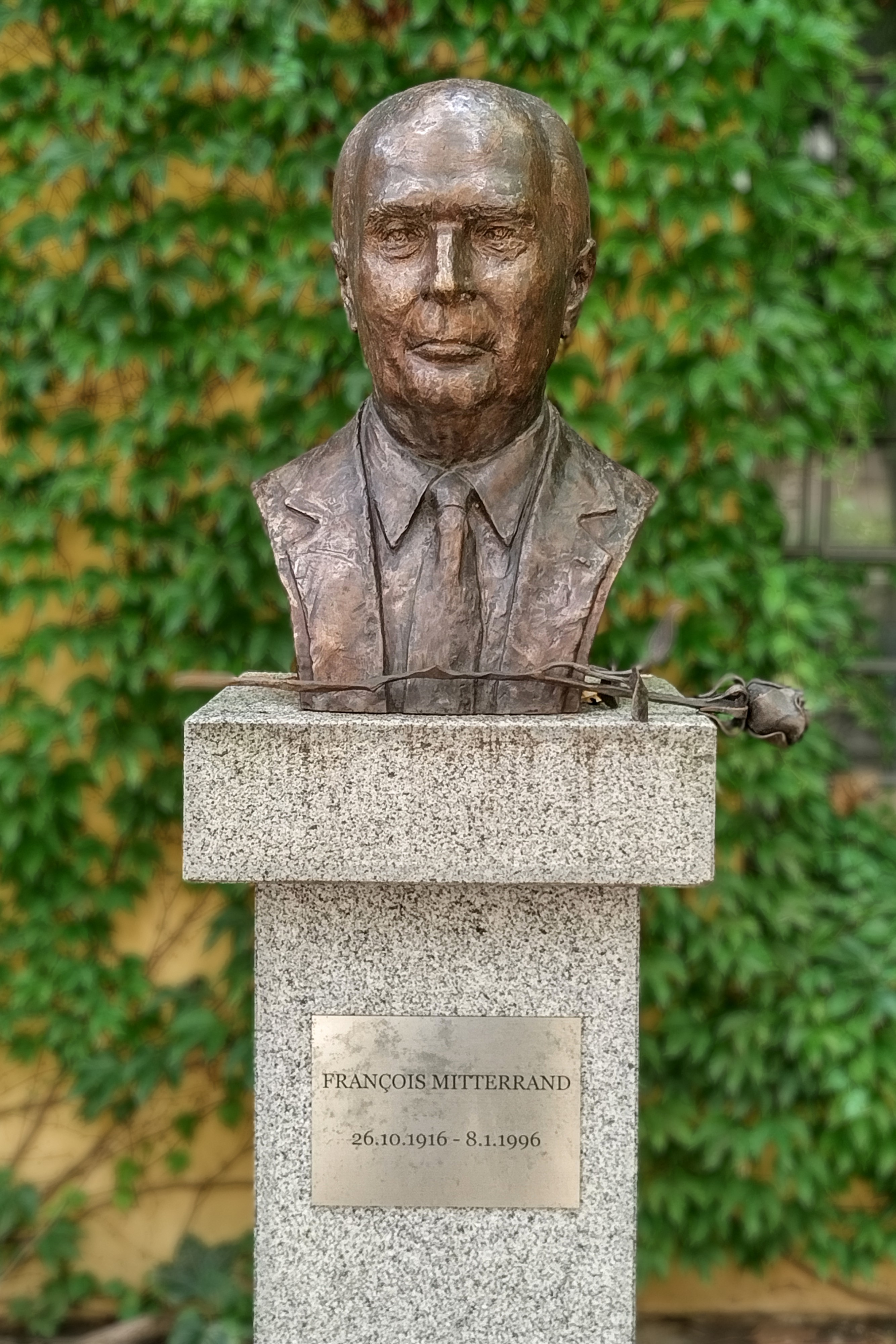
Погруддя Ф. Міттерану біля будівлі Палфійського палацу у Празі

Із європейськими революціями 1989 року, падінням Берлінської стіни французька політика втратила свої колишні орієнтири. Несподіване переміщення блоків відповідало завданням, які існували за де Голля. Однак міжнародний контекст, яким мотивувалася політика Франції, зник. Реальним пріоритетом Ф. Міттерана було прискорення західноєвропейської інтеграції. Французький президент підкреслював, що тільки високотехнологічна Європа, маючи єдину валюту і розвинену економіку, зможе конкурувати з Японією і США.

#### Відносини з країнами Латинської Америки
Соціалісти оголосили «нову політику» щодо країн Латинської Америки. Ф. Міттеран і його міністри висунули тезу про внутрішні причини визвольних рухів у країнах регіону, відмовившись тим самим бачити всюди «руку Мокви і Гавани», як це робили американці. Французький уряд висловлювався за невтручання у внутрішні справи латиноамериканських країн, заявляв про свою перевагу методу переговорів засобам тиску. Серед дій Франції в цьому регіоні можна назвати також активізацію зв'язків з Кубою, систематичні протести проти репресивних заходів режиму А. Піночета в Чилі, осуд американської інтервенції на Гренаді, заклики покінчити з кривавими режимами в країнах Латинської Америки.

#### Візит до СРСР
1988 року Франсуа Міттеран з офіційним візитом відвідав Москву та зустрівся з генсеком Михайлом Горбачовим. Міттеран був «поблажливим поліцейським», щоб схилити Горбачова до припинення конфронтації з Заходом. «Ви росіяни, відомі, як будівничі великих міст, а ми французи — сільська нація», — заявив Міттеран.

#### Заява щодо Будапештського меморандуму
Скептично ставився до підписання Будапештського меморандуму та під час однієї з зустрічей із Леонідом Кучмою заявив: «Молодий чоловіче, вас ці підписанти обдурять», — сказав президент Франції.

### Внутрішня політика

#### Реформи
На посаді президентства запровадив системи державної системи фінансування нужденним, скоротив пенсійний вік з 65 до 60 років та строк військової службу, ввів вільні радіо-хвилі, скасував смертну кару 1981 року. Відновив участь Франції у військових структурах НАТО, виступав активним прихильником євроінтеграційних процесів і створення ЄС. За президентства Міттерана Франція однією з перших 27 грудня 1991 року визнала незалежність України. Дипломатичні відносини було встановлено 24 січня 1992 року. При Міттерані було підписано Шенгенську угоду та Маастрихтський договір. Також, до його заслуг належить дворазове зменшення безробіття, майже десятиразове скорочення державного боргу. Вперше жінка стала головою уряду Франції.
Як президент Франції відкривав Зимові Олімпійські ігри 1992 року.

#### Проблеми з інфляцією та опозиційний уряд
Реформи Міттерана викликали зростання інфляції. Так що 1983 року його уряд опинився в хиткому становищі. До кінця першого терміну Міттеран був змушений посилити ліберальні принципи в економіці. У 1986 році Франція пережила чергові парламентські вибори, на яких більшість було віддано правому крилу політиків. Жак Ширак став головою уряду. Перемога Міттерана на виборах президента в 1988 році створила суперечливу ситуацію, коли парламент і голова уряду належали одній партії, а президент — іншій. Тоді Міттеран оголосив, що його стиль управління країною докорінно відрізнявся від партійності, оскільки він збирався стати арбітром, неупереджено належить до політичних баталій.

#### Найбільші проекти Міттерана
Найбільш очевидним досягненням Міттерана на посаду президента стало спорудження групи суспільних будов, в межах програми «великі проекти». Найбільш яскраві враження на консервативний Париж викликала скляна піраміда американського архітектора Йео Монг Пея, зведена в самому серці історичного будинку
Лувру. Ініціював реконструкцію приміщення Лувра. Справді великою подією в житті міста стало зведення в місті «Великої Арки» в Кварталі Дефанс та будівництво будинку Національної бібліотеки, котре було завершено після смерті Франсуа Міттерана. Загалом, архітектурні проекти Міттерана були успішні, але не так як хотілося б.

### Рейтинг довіри
У листопаді 2018 року 31 % французів назвали Франсуа Міттерана найкращим президентом за останні 40 років. Другим після нього був Жак Ширак, якого підтримували 26 % французів.